# KkStB 56 sorozat
A kkStB 56 sorozat egy szerkocsis tehervonati gőzmozdonysorozat volt az osztrák Császári és Királyi Osztrák Államvasutaknál (k.k.österreichisen Saatsbahnen, kkStB).
A kkStB 56 sorozat után ez volt a következő saját beszerzésű háromcsatlós tehervonati mozdony a kkStB-nél. Elődjeitől eltérően belsőkeretes és belső vezérlésű volt a Hall forgattyú hajszálrepedése okozta problémák miatt. 1888–tól 1900-ig 153 darabot szállított a floridsdorfi, a bécsújhelyi és a StEG mozdonygyár.
Természetesen főként tehervonati szolgálatban üzemeltek. A nagy első és hátsó túlnyúló tömegek miatt 50 km/h volt a legnagyobb sebessége. Mind a Nyugati Vasúton, mind a Cseh-Morva vonalakon alkalmazták őket, de megtalálhatóak voltak a monarchia egész területén.
Az első világháború után a megmaradt mozdonyokból a Csehszlovák Államvasutakhoz 20 db került a ČSD 324.1 sorozatba, a Lengyel Államvasutakhoz a PKP Th20 sorozatba, az Olasz Államvasutakhoz az FS 261 sorozatba és a Jugoszláv Államvasutakhoz a JDŽ 127 sorozatba kerültek mozdonyok. Az Osztrák Szövetségi Vasutakhoz (BBÖ) 38 mozdony került.
Az Anschluss után a Német Birodalmi Vasút (Derutsche Reichsbahn, DRB) 13 mozdonyt sorolt be az 53.7131-43 pályaszámtartományba. A második világháború után csak egy mozdony került vissza az ÖBB-hez belőlük 253.7140 pályaszámon, amit 1958-ban selejteztek.
| kkStB 56 sorozat BBÖ 56 sorozat ČSD 324.1 sorozat FS 261 sorozat PKP Th20 sorozat JDŽ 127 sorozat ÖBB 253 sorozat | kkStB 56 sorozat BBÖ 56 sorozat ČSD 324.1 sorozat FS 261 sorozat PKP Th20 sorozat JDŽ 127 sorozat ÖBB 253 sorozat | kkStB 56 sorozat BBÖ 56 sorozat ČSD 324.1 sorozat FS 261 sorozat PKP Th20 sorozat JDŽ 127 sorozat ÖBB 253 sorozat | kkStB 56 sorozat BBÖ 56 sorozat ČSD 324.1 sorozat FS 261 sorozat PKP Th20 sorozat JDŽ 127 sorozat ÖBB 253 sorozat |
| --- | --- | --- | --- |
| Jelleg : | Cn2 | Cn2 | Cn2 |
| Hajtókerék-átmérő :                                                                                               | 1 258 mm | 1 258 mm | 1 258 mm |
| Hossz: | 15 127 mm | 15 127 mm | 15 127 mm |
| Csatolt kerekek tengelytávolsága :                                                                                | 3 160 mm | 3 160 mm | 3 160 mm |
| Össztengelytávolság :                                                                                             | 3 160 mm | 3 160 mm | 3 160 mm |
| Tengelytávolság szerkocsival :                                                                                    | 10 525 mm | 10 525 mm | 10 525 mm |
| Üres tömeg : | 37,0 t | 37,0 t | 37,0 t |
| Tapadási tömeg :                                                                                                  | 41,5 t | 41,5 t | 41,5 t |
| Szolgálati tömeg :                                                                                                | 41,5 t | 41,5 t | 41,5 t |
| Hengerek száma :                                                                                                  | 2 | 2 | 2 |
| Hengerátmérő : | 450 mm | 450 mm | 450 mm |
| Dugattyúlöket :                                                                                                   | 632 mm | 632 mm | 632 mm |
| Tűzcsövek száma :                                                                                                 | 186 | 188 | 188 |
| Csőfűtőfelület :                                                                                                  | 124,0 m² | 125,5 m² | 125,5 m² |
| Sugárzó fűtőfelület :                                                                                             | 8,0 m² | 8,3 m² | 8,6 m² |
| Rostélyfelület :                                                                                                  | 1,81 m² | 1,81 m² | 1,81 m² |
| Gőznyomás : | 10/11 | 10/11 | 10/11 |
| Szerkocsi típusa :                                                                                                | 8, 10, 18, 22, 31, 34, 36, 40, 66                                                                                 | 8, 10, 18, 22, 31, 34, 36, 40, 66                                                                                 | 8, 10, 18, 22, 31, 34, 36, 40, 66                                                                                 |
| Vmax : | 50 km/h | 50 km/h | 50 km/h |

## Fordítás
- Ez a szócikk részben vagy egészben  a   kkStB 56 című német Wikipédia-szócikk fordításán alapul.  Az eredeti cikk szerkesztőit annak laptörténete sorolja fel. Ez a jelzés csupán a megfogalmazás eredetét és a szerzői jogokat jelzi, nem szolgál a cikkben szereplő információk forrásmegjelöléseként.